# Menglon
Menglon (en francès i occità) és un municipi francès situat al departament de la Droma i a la regió d'Alvèrnia-Roine-Alps. L'any 2007 tenia 393 habitants.

## Demografia

### Població
El 2007 la població de fet de Menglon era de 393 persones. Hi havia 174 famílies de les quals 44 eren unipersonals (24 homes vivint sols i 20 dones vivint soles), 83 parelles sense fills, 39 parelles amb fills i 8 famílies monoparentals amb fills.
La població ha evolucionat segons el següent gràfic:
Habitants censats

### Habitatges
El 2007 hi havia 311 habitatges, 182 eren l'habitatge principal de la família, 122 eren segones residències i 7 estaven desocupats. 293 eren cases i 18 eren apartaments. Dels 182 habitatges principals, 132 estaven ocupats pels seus propietaris, 42 estaven llogats i ocupats pels llogaters i 7 estaven cedits a títol gratuït; 5 tenien dues cambres, 39 en tenien tres, 46 en tenien quatre i 91 en tenien cinc o més. 150 habitatges disposaven pel capbaix d'una plaça de pàrquing. A 74 habitatges hi havia un automòbil i a 94 n'hi havia dos o més.

### Piràmide de població
La piràmide de població per edats i sexe el 2009 era:
| Homes | Edats   | Dones |
| ----- | ------- | ----- |
| 0     | 95 o +  | 0     |
| 4     | 90 a 94 | 0     |
| 8     | 85 a 89 | 24    |
| 8     | 80 a 84 | 4     |
| 4     | 75 a 79 | 4     |
| 4     | 70 a 74 | 12    |
| 32    | 65 a 69 | 4     |
| 4     | 60 a 64 | 12    |
| 8     | 55 a 59 | 12    |
| 40    | 50 a 54 | 28    |
| 12    | 45 a 49 | 4     |
| 0     | 40 a 44 | 8     |
| 12    | 35 a 39 | 4     |
| 12    | 30 a 34 | 8     |
| 8     | 25 a 29 | 16    |
| 0     | 20 a 24 | 4     |
| 8     | 15 a 19 | 8     |
| 4     | 10 a 14 | 16    |
| 12    | 5 a 9   | 12    |
| 8     | 0 a 4   | 4     |

## Economia
El 2007 la població en edat de treballar era de 251 persones, 163 eren actives i 88 eren inactives. De les 163 persones actives 147 estaven ocupades (78 homes i 69 dones) i 16 estaven aturades (4 homes i 12 dones). De les 88 persones inactives 56 estaven jubilades, 10 estaven estudiant i 22 estaven classificades com a «altres inactius».

### Ingressos
El 2009 a Menglon hi havia 188 unitats fiscals que integraven 420 persones, la mediana anual d'ingressos fiscals per persona era de 15.937 €.

### Activitats econòmiques
Dels 15 establiments que hi havia el 2007, 1 era d'una empresa de fabricació d'altres productes industrials, 4 d'empreses de construcció, 1 d'una empresa de comerç i reparació d'automòbils, 1 d'una empresa d'hostatgeria i restauració, 1 d'una empresa financera, 3 d'empreses de serveis, 1 d'una entitat de l'administració pública i 3 d'empreses classificades com a «altres activitats de serveis».
Dels 6 establiments de servei als particulars que hi havia el 2009, 1 era una funerària, 2 paletes, 1 lampisteria, 1 perruqueria i 1 restaurant.
L'any 2000 a Menglon hi havia 36 explotacions agrícoles que ocupaven un total de 768 hectàrees.

## Equipaments sanitaris i escolars
El 2009 hi havia una escola elemental integrada dins d'un grup escolar amb les comunes properes formant una escola dispersa.

## Poblacions més properes
El següent diagrama mostra les poblacions més properes.